# Pusuquy Pata
Pusuquy Pata (Quechua ayacuchano pusuquy un cactus, pata pata, orilla de un río, ortografía hispana Posoqoypata) o Ch'illiku Pampa (Quechua ch'illiku Gryllidae, pampa una gran llanura, "cricket plain", también deletreado Chillicopampa, Chillicupampa, Chillikupampa) es un sitio arqueológico en la región de Ayacucho en el Perú. Se encuentra ubicado en la provincia de Huanta, distrito de Huanta. El sitio consta de tumbas de la cultura Wari.